# 경로의 날
경로의 날(일본어: 敬老の日 케로노히[*])은 일본의 공휴일의 하나이다. 공휴일에 관한 법률(이하 공휴일법)에서는 '오랜 세월에 걸쳐 사회에 힘쓴 노인을 경애하고, 장수를 바라는' 것을 취지로 한다.

## 개요
2002년까지는 매년 9월 15일에 기념했지만, 2001년 소위 해피 먼데이 제도의 적용으로 2003년부터는 9월의 3번째 월요일이 되었다.
또한 경로의 날을 3번째 월요일로 옮긴 것에 대한 노인 단체의 반발을 누그러뜨리기 위해 2001년에 노인복지법 제5조를 개정하여 9월 15일을 노인의 날로 정하고, 그 주간을 노인 주간으로 정하였다.

## 경로의 날의 시작
효고현 다카군 노마타니 마을(지금의 다카 군 야치요 구)의 카도와키 마사오 촌장(후에 효고 현의회 의원)과 야마모토 아키스케가 1947년에 제창한 '늙은이의 날(としよりの日)'이 시초이다. '노인을 소중히 여기고, 노인의 지혜를 빌려 마을을 만들자'며 농한기에 날씨도 좋은 9월 중순 15일로 정하여, 경로회를 열었다. 이것이 1950년부터는 효고 현 전체에서 행해지게 되었고, 나중에는 전국적으로 퍼졌다. 그 뒤 '늙은이(としより)'이라는 표현이 좋지 않는 데서 1964년에 '노인의 날(老人の日)'로 이름이 바뀌었다가 '경로의 날'이라는 이름으로 공휴일로 제정되었다('어린이날', '성인의 날'이 있는데 경로의 날이 없는 것은 이상하다는 의견이 계속 나오고 있었다.). 그렇기 때문에 '어머니날'과 같은 외국에서 들여온 기념일과는 달리, 일본에만 있는 공휴일이다. 단, 오절구 중 하나인 9월 9일의 중양절과 취지가 유사하다.
'쇼토쿠 태자가 시텐노지에 비전원을 건립한 날'이나 '겐쇼 천황이 요로 폭포에 행차한 날' 등의 속설이 있지만, 어느 것도 확실하지 않다.
1958년에는 일본 우정성(당시)에서 '늙은이의 날(としよりの日)' 기념 특수 우편물이 발행되었다. 복귀 전의 오키나와에서도 1968년 기념 우표가 발행되었다.

## 개정 공휴일법 시행 전 경로의 날
1966년 ~ 2002년
- 일요일：1968년, 1974년, 1985년, 1991년, 1996년, 2002년
- 월요일：1969년, 1975년, 1980년, 1986년, 1997년
- 화요일：1970년, 1981년, 1987년, 1992년, 1998년
- 수요일：1971년, 1976년, 1982년, 1993년, 1999년
- 목요일：1966년, 1977년, 1983년, 1988년, 1994년
- 금요일：1967년, 1972년, 1978년, 1989년, 1995년, 2000년
- 토요일：1973년, 1979년, 1984년, 1990년, 2001년

## 개정 공휴일법 시행 후 경로의 날
이하 2050년까지 예정을 포함하여 기록 (괄호 안은 예정)
- 9월 15일 - 2003년, 2008년, 2014년, (2025년, 2031년, 2036년, 2042년)
- 9월 16일 - 2013년, 2019년, (2024년, 2030년, 2041년, 2047년)
- 9월 17일 - 2007년, 2012년, 2018년, (2029년, 2035년, 2040년, 2046년)
- 9월 18일 - 2006년, 2017년, (2023년, 2028년, 2034년, 2045년)
- 9월 19일 - 2005년, 2011년, 2016년, (2022년, 2033년, 2039년, 2044년, 2050년)
- 9월 20일 - 2004년, 2010년, (2021년, 2027년, 2032년, 2038년, 2049년)
- 9월 21일 - 2009년, 2015년, (2020년, 2026년, 2037년, 2043년, 2048년)

## 같이 보기
- 실버 위크
- 중양절
- 노인의 날